# Polylog
Polylog je typ komunikace, který se vyznačuje tzv. tematickou polyfonií, tedy mnohostí hlasů. Jde o případy, kdy každý z účastníků komunikační situace mluví o vlastním tématu, když se mluvčí vyjadřuje k více tématům najednou, nebo když komunikuje s větším počtem osob.